# Roland Helmer
Roland Helmer (* 1940 in Karlsbad-Fischern, Reichsgau Sudetenland) ist ein deutscher Maler.

## Leben
Der 1940 in Fischern bei Karlsbad geborene Roland Helmer studierte nach dem Schulbesuch in München von 1954 bis 1958 an der Blochererschule für Freie und Angewandte Kunst in München und dann an der Münchner Kunstakademie bei Ernst Geitlinger und Georg Meistermann. Von 1972 bis 1978 war er Assistent bei Günter Fruhtrunk und unterrichtete selber in den Jahren 1984 und 1985. Seine Frau unterrichtete zeitweise Kunst an der Hauptschule in Eichenau und so kam er auch zu seinem Atelier in Eichenau, da sie eine gemeindeeigene Wohnung im alten Schulhaus beziehen konnten.
Roland Helmer war von der Gründung bis zur Auflösung 2010 Mitglied im Eichenauer Kunstverein e.V. und von 1994 bis 2004 Mitglied der „Neuen Gruppe“ München. Er wohnt in Fürstenfeldbruck und arbeitet in Eichenau.
2007 wurde er als ordentliches Mitglied der Klasse der Künste und Kunstwissenschaften in die Sudetendeutsche Akademie der Wissenschaften und Künste berufen.

## Werke
Die abstrakt-konkreten Bilder von Roland Helmer waren am Anfang von acht leuchtenden Farben geprägt. Mit der Entwicklung seiner seriellen Bilder wurde die Begrenzung aufgegeben und die Farbpalette erweitert. Seine Arbeiten finden sich in zahlreichen Museen, im Landratsamt Fürstenfeldbruck (Kunstpreisträger), im Kulturzentrum Puchheim und im Rathaus Eichenau. Für die Josef Dering-Grundschule in Eichenau gestaltete Roland Helmer die Klassenzimmer und Flure im Bau 2, wo sich auch sein Atelier befindet, sowie die Flure und Zimmer im renovierten Altbau von 1926. „Im Rahmen der konstruktiv-konkreten Malerei fällt auf, dass er ein individuelles Bild im Rahmen eines Bildsystems umsetzt. Diese gegenseitige Beeinflussung führt ihn zu immer neuen Experimenten“.
1981: Wandgestaltung durch ein Farbrelief im Präsidium des Bundesgrenzschutzes in München, Infanteriestr. 6,
2004: Treppenaufgang im Fortbildungszentrum der IHK München-Oberbayern in Feldkirchen,
2011: Wandgestaltung im Wohnhaus in Fürstenfeldbruck,
2011: Wandgestaltung an der Grundschule in Eichenau.

## Ausstellungen
Einzel- und Gemeinschaftsausstellungen u. a. in Würzburg, Dortmund, Berlin, Frankfurt, Saarbrücken, Bratislava (Pressburg), Regensburg, Freising, Zürich, Fürstenfeldbruck, Eichenau.Zwingenberg, München, Daimler-Chrysler-Sammlung Stuttgart, Neue Nationalgalerie Berlin, Museum für Konkrete Kunst Ingolstadt, Musée du Château Montbéliard, Museum am Ostwall Dortmund, Museum für Moderne Kunst Cuxhaven

## Auszeichnungen
- 1966: Jubiläums-Stipendium-Stiftung der Stadt München
- 1978: Förderpreis des Freistaates Bayern für junge Künstler
- 1997: Kunstpreis des Landkreises Fürstenfeldbruck
- 2001: Kunstpreis des Landkreises Fürstenfeldbruck
- 2007: Sudetendeutscher Kulturpreis für Bildende Kunst
- 2022: Seerosenpreis